# Jake Schatz
Pour les articles homonymes, voir Schatz (homonymie).

a Compétitions nationales et continentales officielles uniquement.

b Matchs officiels uniquement.
Dernière mise à jour le 20 janvier 2023.
Jake Schatz, né le 25 juillet 1990 à Springwood (Australie), est un joueur international australien de rugby à XV évoluant aux postes de troisième ligne centre ou de troisième ligne aile. Il mesure 1,90 m pour 110 kg.

## Carrière

### En club
Jake Schatz a fait ses débuts professionnels en 2010 avec la franchise australienne des Queensland Reds en Super Rugby. Il remporte la compétition en 2011, en étant sur le banc pour la demi-finale contre les Blues.
Par la suite il s'impose comme un cadre de son équipe au poste de troisième ligne centre, grâce à ses aptitudes en touche et ses qualités de défenseur.
En 2014, il rejoint l'équipe Brisbane City dans le cadre de la création de la nouvelle compétition provinciale australienne : la NRC. Il est sacré champion de cette compétition en 2014 et 2015.
Non conservé par les Reds à l'issue de la saison 2016, il rejoint l'équipe des Melbourne Rebels en 2017 où il couvre l'absence sur blessure de Sean McMahon.
Après une saison avec la franchise de Melbourne, il rejoint l'équipe anglaise des London Irish, alors promue en Aviva Premiership. Il joue deux saisons avec le club londonien.
En 2020, il rejoint la franchise japonaise des Sunwolves, pour la dernière saison de l'équipe en Super Rugby, et dispute six matchs,. Il est le co-capitaine de l'équipe lors de son passage.
La même année, il rejoint le club de Tokyo Gas (ja) en Top League Est. Il met un terme à sa carrière en 2022.

### En équipe nationale
Il joue avec l’équipe d'Australie des moins de 20 ans entre 2009 et 2010, participant ainsi à deux championnats du monde junior.
En octobre 2014, il est sélectionné par Robbie Deans pour jouer avec l'équipe d'Australie, et il fait ses débuts en sélection le 4 octobre 2014 contre l'Argentine.

## Palmarès

### En club et province
- Champion du Super Rugby en 2011 avec les Reds.
- Champion de NRC en 2014 et 2015 avec Brisbane City.

### En équipe nationale
Jake Schatz compte 2 capes avec les Wallabies, dont aucune titularisation, depuis son premier match face à l'équipe d'Argentine le 4 octobre 2014, pour un bilan de 0 victoire.